# Solna cesta
'Solna cesta (znana tudi kot solna pot, slana pot ali trgovska pot s soljo) se nanaša na katero koli prazgodovinsko in zgodovinsko trgovsko pot, po kateri so osnovno sol prevažali v regije, kjer je ni bilo.
Od bronaste dobe (v 2. tisočletju pr. n. št.) so se pojavile fiksne poti za selitev pastirjev, kot so ligurske drailles, ki so povezovale pomorsko Ligurijo z Alpami, dolgo preden so kakršne koli namensko zgrajene ceste oblikovale kopenske poti, po katerih so s soljo bogate province oskrbovale tiste soli stradajoče.

## Ceste
Via Salaria, starodavna rimska cesta v Italiji, je morda potekala od Rima (od Porta Salaria v Avrelijanovem obzidju) do Castrum Truentinum (Porto d'Ascoli) na jadranski obali - razdalja 242 kilometrov. Sodobna cesta s tem imenom, del ceste SS4, poteka 51 kilometrov od Rima do Osteria Nuova v Orvietu.
Stara solna pot, približno 100 kilometrov dolga, je bila srednjeveška pot v severni Nemčiji, ki je povezovala Lüneburg (v Spodnji Saški) s pristaniščem Lübeck (v Schleswig-Holsteinu), ki je zahtevalo več soli, kot so je lahko pridelali sami. Lüneburg, prvič omenjen v 10. stoletju, je obogatel s solinami, ki obkrožajo mesto. Trgovci so tovorili sol prek Lauenburga v Lübeck, ki je oskrboval vse obale Baltskega morja. Lüneburg in njegova sol sta bila glavna dejavnika moči in bogastva Hanzeatske lige. Po dolgem obdobju razcveta je njegov pomen po letu 1600 upadel. Leta 1980 so zaprli zadnjega izmed rudnikov soli, s čimer se je končala tisočletna tradicija.
V srednjeveški Bosni je bila via Narenta uporabljena kot trgovska pot med Podvisokim in Dubrovnikom. Zapisano je, da je 600 konj v Podvisoko dostavilo okoli 1500 modij soli.
V Franciji je bila solna pot daljša od prevozna pot med plovnimi rekami. Sol, raztovorjena v pristaniščih Nica in Ventimiglia, je lahko potovala po dveh solnih cestah, ki sta vodili stran od obalnega območja, iz Nice navzgor po dolini Vésubie, prek Saint-Martin-Vésubie na vrhu doline ali iz Ventimiglie v notranjost skozi dolino reke Roya, čez prelaz Col de Tende in v Piemont.
V Etiopiji so bloke soli, imenovane amoleh, izklesali iz solin v depresiji Afar, zlasti okoli jezera Afrera, nato pa so jih kamele prenašale proti zahodu v Atsbi in Ficho v visokogorju, od koder so jih trgovci raznašali po vsej preostali Etiopiji, tj. južno kot kraljestvo Kaffa.
Preden je Ljudska republika Kitajska priključila Tibet in v 1950-ih zaprla meje, je trgovina s soljo med Nepalom in Tibetom prečkala prelaze preko Himalaje, kot so soteske zgornjega toka rek Karnali in Gandaki. Karavane tovornih živali so prinašale riž z nepalskega Taraije in nižjih hribov v zameno za sol iz suhih jezer na tibetanski planoti.
V Združenem kraljestvu starodavna cesta, znana kot Salt Way, poteka od Droitwich Spa, mimo Banburyja in na Princes Risborough. Solno pot upravlja Salt Way Activity Group.
Dunajska cesta, kasneje znana tudi kot Južna železnica, ki je nasledila cesto kot železniška povezava med Dunajem in Trstom, je bila solna cesta, ki je mesti povezovala preko Gradca, Maribora in Ljubljane. Medtem ko sol ni bila primarna dobrina, s katero se je trgovalo na tej cesti (približno 7 % trgovine), je zgodovinska solna povezava pomemben del slovenske kulture in tradicije zaradi ljudskega junaka Martina Krpana - zgodbe, ki temelji na ustnem izročilu. ki poteka na Dunajski cesti.
V srednjeveški Japonski je bila neobalna in gorata provinca Shinano oskrbovana s soljo po dveh poteh, skupaj imenovanih Shio no Michi.

## Reke in pristanišča
Solne ceste v Evropi so bile tudi plovne reke, kjer so v srednjem veku pošiljke soli prihajale navzgor po toku, mimo splavov in vagonov lesa, ki se je lahko prevažal le dolvodno. In celo vzdolž evropskih obal, ko je v 11. stoletju oživela trgovina na dolge razdalje, je vroč in sončen jug seveda prehitel mokri sever. V poznem srednjem veku so rastoče ribiške flote Nizozemskih dežel zahtevale več soli, kot je bilo mogoče proizvesti lokalno; ravnovesje je bilo nadoknadeno s soljo iz Iberskega polotoka: »Združene province bi lahko padle na kolena, če bi bile njihove zaloge soli ob koncu 16. stoletja blokirane. Španija je o tem samo sanjala«, je napisal Fernand Braudel. Na Kitajskem so v obdobju dinastije Ming sol in riž tovorili od juga proti severu, vzdolž Cesarskega kanala vse do Pekinga.

## Soline in solna jezera
V Franciji je bil glavni vir morske soli z dostopom do obsežnih zaledij, ki so jo potrebovali, mokrišča v Languedocu, imenovana Camargue; iz solnih jezer, imenovanih soline, so lahko konvoje čolnov s soljo prepeljali po Roni do Seyssela, kjer so jo morali raztovoriti in s konvoji mul prenesti v notranjost do majhne vasi Regonfle blizu Ženeve, kjer se je ponovno združila z vodno potjo.
Glede zgodnjega modernega obdobja v Evropi je Fernand Braudel pripomnil, da kljub pretoku in povratku ekonomije:
 »noben rudnik soli ni bil nikoli zapuščen in obseg potrebne opreme je te rudnike že zelo zgodaj dal v roke trgovcem. Po drugi strani pa so soline izkoriščali z obrtnimi metodami: trgovci so prevzeli nadzor samo nad transportom in trženjem, tako v Setúbalu na Portugalskem kot v Peccaisu v Languedocu. Trženje soli je bilo verjetno precej velik posel ob atlantski obali  ali v dolini Rone.« 
V veliki notranjosti Poljske je primanjkovalo soli, njena obmorska območja so ležala pod deževnim nebom in ob Baltskem morju. V srednjem veku je proces pridobivanja fosilne soli dopolnil prastare tehnike izhlapevanja morske soli v plimskih posodah. Do 14. stoletja v Wieliczki pri Krakovu poroča Braudel, da je bilo kmečko pridobivanje soli iz slanice, izhlapene v velikih plitvih železnih posodah, odpravljeno z zgodnjo industrializacijo rudarjenja soli. »Galerije in jaški so bili zdaj izkopani do globine 300 metrov in ogromni vitli, ki so jih poganjale konjske vprege, so na površje prinašali bloke soli. Na vrhuncu je proizvodnja znašala 40.000 ton na leto in rudniki so zaposlovali 3000 delavcev. Do leta 1368 je bilo pridobljeno sodelovanje poljske države.«
Od predinkovskih časov so sol pridobivali v Marasu v Peruju z izhlapevanjem slane vode iz lokalnega podzemnega potoka.